# タリエイ・ヴェースオース

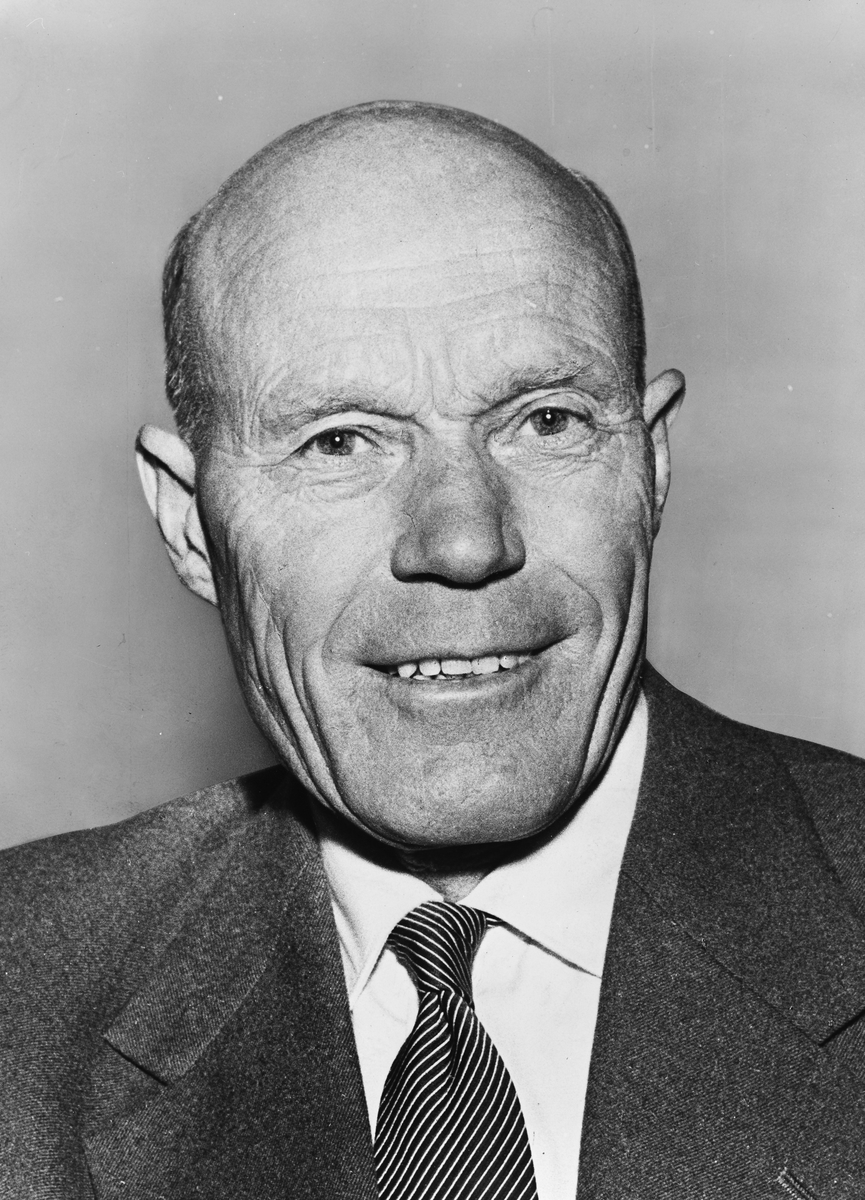
タリエイ・ヴェースオース（1967年）

タリエイ・ヴェースオース（Tarjei Vesaas、1897年8月20日 - 1970年3月15日）はノルウェーの詩人、作家。テレマルク県のヴィニェに生まれた。20世紀ノルウェーにおける第一級の作家、戦後ノルウェー最高峰の作家、などと評されている著名な作家である。
若年期の多くを孤独に、自然に安らぎを求めながら過ごした。両親の農家を継がなかったことを負い目に感じ、それが著作によく反映されている。第一次世界大戦がもたらした惨状に大きな衝撃を受ける。作家であるHalldis Moren Vessasと結婚し、故郷であるヴィニェに1934年に帰った。著作活動は1923年から1970年までおよそ50年間に及んだ。著作は、ニーノシュクで書かれ、簡素で象徴的な散文である。
物語の登場人物は、田舎に住むごく普通の人々。作中では、深い洞察に満ちた人間心理が描き出されている。ヴェースオースの物語は田舎に住む世俗的な人々の人間ドラマについてのものがおおく、人間の心理への深い洞察に満ちている。テーマとなっているのは死、罪、不安などの人間の根源的な悩みである。ノルウェーの自然景観は彼の著作の中で象徴的な効果を与えている。
処女作は1923年のChildren of humans（原題：Menneskebonn）であるが、彼の名声が高まるのはThe Great Cycle(原題：Det store spelet）が1934年に発表されてからである。ヴェースオースの卓越した言葉遣いは、それまで文学的地位の低かったニーノシュク、ランスモールを世界的な文学に耐えうるレベルにまでのしあげた。
最も有名な著作は氷の城（原題： Is-slottet）である。田舎の寒村で暮らす、深い絆で結ばれた二人の少女のお話。TheBirdsは田舎に暮らす白痴の青年マティスのお話。マティスは鋭い感覚や想像力を持っているが、彼の感覚は周囲の村人に理解されず、悩み苦しむことになる。
多数の文学賞を受賞している。Gyldendal's Endowmentを1943年に受賞。The Windsの発表により、Venice Prizeを1953年に受賞。The Ice Palaceの発表により、The Nordic Council's Literature Prizeを1963年に受賞している。ノーベル賞受賞が取沙汰されたことが三度（1964年、1968年、1969年）ある。多くの著作は英語に訳され、出版されている。中でも、Peter Owen Publisherからは、Spring Night, The Birds, Through Naked Branches,The Ice Palaceが出版されている。日本語訳された著作は「氷の城」のみであり、1972年に福田貴によって訳され、新潮社から出版されている。

## 主な著作
- The Great Cycle, Det store spelet, novel 1934
- Women Call Home, Kvinnor ropar heim, novel 1935 (sequel to The great cycle)
- The Seed, Kimen, novel 1940
- House in the Darkness, Huset i mørkret, novel 1945
- The Winds, Vindane, short stories 1952
- Land of Hidden Fires, Løynde eldars land, poetry 1953
- Spring Night, Vårnatt, novel 1954
- The Birds, Fuglane, novel 1957
- The Ice Palace, Is-slottet, novel 1963
  - 氷の城, 福田貴 訳,  新潮社, 1972
  - 氷の城, 朝田千惠/アンネ・ランデ・ペータス 訳, 国書刊行会, 2022
- The Bridges, Bruene, novel 1966
- The Boat in the Evening, Båten om Kvelden, novel 1968
- Through Naked Branches: Selected Poems of Tarjei Vesaas, 2000